# Grecia (cantão)
Grecia é um cantão da Costa Rica localizado na província de Alajuela. Sua capital é a cidade de Grecia.